# میشل باکمن
میشل باکمن (به انگلیسی: Michele Bachmann) (زاده ۶ آوریل ۱۹۵۶ در آیووا)، نماینده جمهوریخواه مینه‌سوتا در مجلس نمایندگان آمریکا بود. او حامی جنبش تی پارتی است. او ۵ فرزند و ۲۳ فرزندخوانده دارد.

## تحصیلات
وی دارای مدرک دکترای وکالت می‌باشد. موضوع تز دکترایش راجع به لزوم مسیحی شدن قانون اساسی آمریکا به صورت دین سالاری بود.

## سیاست‌ها
باکمن طرفدار بزرگ اسراییل است. او در مورد ایران و اسراییل گفته‌است:
نباید نیت رهبران ایران برای ضربه زدن به آمریکا و دوستش اسراییل را دست کم گرفت.
او اثر گلخانه‌ای زمین و گرم شدن تدریجی اخیر آن را یک دروغ بزرگ خوانده‌است.
میشل باکمن بعد از کسب نتایج ضعیف در انتخابات مقدماتی ریاست جمهوری ۲۰۱۲ حزب جمهوری‌خواه در ایالت آیوا از ادامه رقابت‌های انتخاباتی صرف نظر کرد.